# Plecia assamensis
Plecia assamensis är en tvåvingeart som beskrevs av Hardy 1949. Plecia assamensis ingår i släktet Plecia och familjen hårmyggor. Inga underarter finns listade i Catalogue of Life.